# Halarachnidae
Halarachnidae är en familj av spindeldjur. Halarachnidae ingår i ordningen kvalster, klassen spindeldjur, fylumet leddjur och riket djur.
Familjen innehåller bara släktet Halarachne.